# Marsdenia longipedicellata
Marsdenia longipedicellata är en oleanderväxtart som beskrevs av P.I. Forster. Marsdenia longipedicellata ingår i släktet Marsdenia och familjen oleanderväxter. Inga underarter finns listade i Catalogue of Life.